# 罗德里格斯 (黎刹省)
罗德里格斯（Rodriguez），或译若迪格斯，是菲律宾黎刹省之一自治市（Munisipalidad）。位于黎刹省的北方，接壤圣马特奥镇和奎松市。此自治市曾名蒙塔尔班（Montalban）、Batas Pambansa Blg，前者意为「多山之地」。1982年9月经议会同意改名为罗德里格斯，以纪念菲律宾政治家欧洛希奥·罗德里格斯（Eulogio Rodriguez, Sr.）。根据2010年数据，当地人口280904人。